# تیمیه‌نیتس دوور
تیمیه‌نیتس دوور (به لاتین: Tymieniec-Dwór) یک منطقهٔ مسکونی در لهستان است که در Gmina Szczytniki واقع شده‌است.